# Gulnara Samitowa-Gałkina
Gulnara Iskanderowna Samitowa-Gałkina (ros. Гульнара Искандеровна Самитова-Галкина; ur. 9 lipca 1978 w Nabierieżnych Czełnach) – rosyjska biegaczka, złota medalistka olimpijska z Pekinu na dystansie 3000 m z przeszkodami, brązowa medalistka halowych mistrzostw świata (2004).
23 czerwca 2003 w Retimno ustanowiła rekord świata w biegu na 3000 metrów z przeszkodami, z czasem 9:09.84. Następnie w lipcu 2004 poprawiła ten wynik na 9:01.59.
Po największy sukces sięgnęła podczas igrzysk olimpijskich w Pekinie: zdobyła wówczas złoty medal i jako pierwsza kobieta złamała barierę 9 minut w biegu przeszkodowym (8.58,81).

## Inne sukcesy
- Halowe Mistrzostwa Świata w Lekkoatletyce 2004 - brąz

## Rekordy życiowe
- bieg na 800 metrów - 2:00,29 (2009)
- bieg na 1500 metrów - 4:01,29 (2004)
- bieg na 3000 metrów (hala) - 8:41,72 (2004)
- bieg na 3000 metrów z przeszkodami - 8:58,81 (2008) do 2016 rekord świata, 10. wynik w historii światowej lekkoatletyki
- bieg na 5000 metrów - 14:33,13 (2008)